# Congrès de la Somalie unie
L'United Somali Congress (USC), en français : « Congrès de la Somalie unie » est une organisation politico-militaire somalienne issue en majorité du clan Hawiye, fondée à Rome en janvier 1989 pour s'opposer au régime de Mohamed Siad Barre. Basé dans le centre du pays, l'organisation prend la capitale Mogadiscio en janvier 1991. Durant les années 1990, elle éclate en plusieurs factions rivales qui se livrent une guerre fratricide. Une partie d'entre elles rallient le gouvernement fédéral de transition au début des années 2000.

## Histoire
Fondée en janvier 1989, l'USC reste absente du conflit contre la République démocratique somalie, le régime de Mohamed Siad Barre, jusqu'à la mi-1990. En janvier 1991, il conquiert la capitale Mogadiscio, provoquant la chute du régime. Le 28 janvier 1991, Ali Mahdi Mohammed est nommé Président du Gouvernement intérimaire de Somalie. S'arrogeant les honneurs de la victoire finale au détriment de mouvements rebelles plus anciens et plus actifs comme le Somali National Movement, l'USC provoque la déclaration d'indépendance du Somaliland quelques mois plus tard, tandis que des tensions internes, mêlant rivalités ethniques et ambitions personnelles, commencent à apparaître en son sein. Dès le mois de février, Mohammed Farah Aïdid provoque une scission. Les différends entre la faction soutenant Ali Mahdi Mohammed, du clan des Hawiye Abgal, à celle soutenant Mohammed Farah Aïdid, soutenu par le clan des Haber Ghidir, tournent rapidement en conflit armé qui s'étend peu à peu à l'ensemble du sud de la Somalie. Au milieu de l'année 1992, les deux prétendants à la présidence tentent de fédérer plusieurs mouvements : Mohammed Farah Aïdid crée l'Alliance nationale somalienne et Ali Mahdi Mohammed la Somalia Salvation Alliance, toutes deux disparaissant à la fin des années 1990. Les combats sanglants et la famine qui se propage dans le pays poussent les États-Unis à intervenir le 9 décembre 1992 dans le cadre de l'Opération Restore Hope. Début mai 1993, l'Opération des Nations unies en Somalie (« ONUSOM ») remplace les États-Unis. L'Organisation des Nations unies soutient Ali Mahdi Mohammed, s'aliénant de nombreuses factions claniques. Dès 1994, le retrait des Casques bleus est décidé, l'évacuation totale des forces armées étrangères est réalisée le 6 mars 1995. Chaque faction tente d'organiser les bases d'un État, mais de nouvelles dissidences apparaissent.
En mai 1995, Osman Ali Ato, principale source de financement de la « faction Aïdid » se dispute avec Mohammed Farah Aïdid et part avec entre 500 et 600 hommes. Allié à la « faction Ali Mahdi » dès octobre 1995, il s'en détache pourtant dès 2000, s'opposant au gouvernement fédéral de transition et se rapprochant de la « faction Aïdid ». En août 2001, il change de nouveau de camp en se ralliant aux islamistes et au Gouvernement de transition. En 2004, sa faction ne rassemblerait plus que 400 hommes,.
Mussa Sudi Yalaho se détache lui aussi de l'USC, prenant le contrôle du sud de Mogadiscio et de son aéroport et rassemblant 1 500 hommes. Opposé au gouvernement fédéral de transition, il intègre le Conseil de réconciliation et de restauration somalien et préside l'Alliance nationale somalienne. Soutenu par l'Éthiopie à partir de 1999, il devient un partenaire des États-Unis dans la lutte antiterroriste,.
Soutenu par l'Égypte et un temps par l'Éthiopie, Ali Mahdi Mohammed se rapproche de plus depuis la fin 1994 des islamistes. Sa faction dont l'influence diminue progressivement malgré cette alliance à partir de 1995, ne rassemble plus que 300 à 400 hommes en 2004. Il renonce à la présidence de la Somalie en 2000, apportant son soutien au gouvernement fédéral de transition,.
À la mort de Mohammed Farah Aïdid en août 1996, son fils Hussein Aïdid prend sa place à la tête de la « faction Aïdid », soutenue par la Libye. En 1998, il s'allie aux islamistes, mais rompt cette alliance au début des années 2000 pour se rapprocher de l'Éthiopie et participer au Conseil de réconciliation et de restauration somalien,.